# Falling into Infinity
Falling into Infinity — музичний альбом гурту Dream Theater. Виданий 19 вересня 1997 року лейблом EastWest. Загальна тривалість композицій становить 78:18. Альбом відносять до напрямку прогресивний метал.

## Список пісень
1. «New Millennium» (8:20)
2. «You Not Me» (4:58)
3. «Peruvian Skies» (6:43)
4. «Hollow Years» (5:53)
5. «Burning My Soul» (5:29)
6. «Hell's Kitchen» (4:16)
7. «Lines in the Sand» (12:05)
8. «Take Away My Pain» (6:03)
9. «Just Let Me Breathe» (5:28)
10. «Anna Lee» (5:51)
11. «Trial of Tears» (13:07)
  1. «It's Raining»
  2. «Deep in Heaven»
  3. «The Wasteland»

## Чарти
| Чарт (1997)                                        | Найвища позиція |
| -------------------------------------------------- | --------------- |
| Канада Canada Top Albums/CDs (RPM)                 | 53              |
| Нідерланди Dutch Albums (MegaCharts)               | 16              |
| Фінляндія Finnish Albums (Suomen virallinen lista) | 5               |
| Франція French Albums (SNEP)                       | 42              |
| German Albums (Offizielle Top 100)                 | 9               |
| Угорщина Hungarian Albums (MAHASZ)                 | 10              |
| Норвегія Norwegian Albums (VG-lista)               | 20              |
| Швеція Swedish Albums (Sverigetopplistan)          | 14              |
| Швейцарія Swiss Albums (Schweizer Hitparade)       | 43              |
| US Billboard 200                                   | 52              |
| UK Albums (OCC)                                    | 163             |